# Bella Vista, Coyomeapan
Bella Vista är en ort i Mexiko.   Den ligger i kommunen Coyomeapan och delstaten Puebla, i den sydöstra delen av landet, 260 km sydost om huvudstaden Mexico City. Bella Vista ligger 1 998 meter över havet och antalet invånare är 219.
Terrängen runt Bella Vista är kuperad åt nordost, men åt sydväst är den bergig. Terrängen runt Bella Vista sluttar söderut. Runt Bella Vista är det ganska tätbefolkat, med 144 invånare per kvadratkilometer. Närmaste större samhälle är San Gabriel Casa Blanca, 18,7 km sydväst om Bella Vista. Omgivningarna runt Bella Vista är en mosaik av jordbruksmark och naturlig växtlighet.